# Carlos Veerhoff
Carlos Enrique  Veerhoff (født 3. juni 1926 i Buenos Aires, Argentina - død 18. februar 2011 i Murnau am Staffelsee, Tyskland) var en argentinsk/tysk komponist, lærer, dirigent og pianist.
Veerhoff studerede komposition på Musikhøjskolen i Berlin, og klaver, direktion og komposition i Köln hos bl.a. Walter Braunfels. Han har skrevet 6 symfonier, orkesterværker, kammermusik, koncertmusik, scenemusik, og vokalmusik.
Veerhoff underviste i komposition på Tucumán Unversitetet i Argentina, og levede som dirigent og var freelance komponist.
Han levede i slutningen af sit liv i Muarnau am Staffelsee, i Tyskland hvor han døde 2011.

## Udvalgte værker
- Symfoni nr. 1 "Panta Rhei" (1953-4) - for orkester
- Symfoni nr. 2 (1956) - for orkester
- Symfoni nr. 3 "Spiraler" (1966, rev. 1969) - for orkester
- Symfoni nr. 4 (1972-1973) - for orkester
- Symfoni nr. 5 (1977) - for strygere
- Symfoni nr. 6 (1997) - for 3 solister, fortæller, kor og orkester